# Zierliche Röhrennase
Die Zierliche Röhrennase (Murina gracilis) ist ein auf Taiwan endemisches Fledertier in der Unterfamilie der Röhrennasenfledermäuse. Die Populationen auf der Insel zählten ursprünglich zur Kleinen Röhrennasenfledermaus (Murina aurata), bis im Jahr 2009 eine Aufspaltung in mehrere Arten erfolgte.

## Merkmale
Mit einer Unterarmlänge von 28,5 bis 31,5 mm ist die Art eine kleine Fledermaus. Andere Körpermaße sind bisher nicht ermittelt. Lange Haare mit einem schwarzen Bereich an der Wurzel, einem gelbbraunen Abschnitt in der Mitte und einer schwarzen Spitze bilden das weiche Fell der Oberseite. Zusätzlich kommen verstreut goldgelbe Deckhaare vor. Die Haare der Unterseite besitzen eine schwarze Basis und graubraune bis hellgraue Spitzen. Die Behaarung setzt sich teilweise auf den Flügeln, auf der Schwanzflughaut, an den Daumen und auf den Füßen fort. Namensgebend sind die rohrförmigen Nasenlöcher. Im Oberkiefer sind die Eckzähne recht klein.

## Verbreitung und Lebensweise
Die Art ist in Gebirgen auf Taiwan zwischen 1200 und 2700 Meter Höhe verbreitet. Sie lebt in Laubwäldern und Mischwäldern. Ein eingefangenes Weibchen brachte im Mai zwei Nachkommen zur Welt. Andere Weibchen säugten ihre Jungtiere zwischen Mitte-Mai und Mitte-Juni.

## Gefährdung
Eine mögliche Veränderung der Wälder im Zusammenhang mit dem Klimawandel kann sich negativ auf den Bestand auswirken. Andere Bedrohungen liegen nicht vor. Die IUCN listet die Zierliche Röhrennase als nicht gefährdet (least concern).